# Скеляр синьошиїй
Скеляр синьошиїй (Monticola explorator) — вид горобцеподібних птахів родини мухоловкових (Muscicapidae). Мешкає в Південній Африці.

## Опис
Довжина птаха становить 18 см. Голова і спина сизі, кінчики крил і верхня частина хвоста чорнувато-коричневі. Нижня частина тіла оранжева з каштановим відтінком. Самиці мають переважно коричневе забарвлення, нижня частина тіла у них має оранжевий відтінок, шия дещо білувата.

## Підвиди
Виділяють два підвиди:
- M. e. explorator (Vieillot, 1818) — схід і південь ПАР (від Квазулу-Наталя і Лімпопо до Західного Кейпа);
- M. e. tenebriformis Clancey, 1952 — Есватіні (гори Лубомбо) і південь Мозамбіку.

## Поширення і екологія
Синьошиї скелярі мешкають в Південно-Африканській Республіці, Есватіні Лесото і Мозамбіку. Вони живуть на високогірних луках і скелястих пустищах, в ПАР на висоті понад 1500 м над рівнем моря, в Лесото на висоті понад 2500 м над рівнем моря. В деяких районах ведуть осілий спосіб життя (зокрема в Драконових горах в Лесото), в інших районах взимку мігрують в долини (Гаутенг). Синьошиї скелярі живляться комахами та іншими дрібними безхребетними, яких шукають на землі, а також ягодами, дрібними плодами і насінням. Сезон розмноження триває з вересня по січень. Гніздо чашоподібне, неглибоке, робиться з гілочок і корінців, встелюється м'яким матеріалом, розміщується в тріщинах серед скель. В кладці 2-3 яєць. Інкубаційний період триває 13-15 днів, пташенята покидають гніздо через 16-18 днів після вилуплення.

## Збереження
МСОП класифікує стан збереження цього виду як близький до загрозливого. Синьошиїм скелярам загрожує знищення природного середовища і зміни клімату.